# Бурити-ди-Гояс
Бурити-ди-Гояс (порт. Buriti de Goiás)  —  муниципалитет в Бразилии, входит в штат Гояс. Составная часть мезорегиона Центр штата Гойас. Входит в экономико-статистический  микрорегион Аникунс. Население составляет 3106 человек на 2006 год. Занимает площадь 199,291 км². Плотность населения — 15,6 чел./км².

## Статистика
- Валовой внутренний продукт на 2003 год составляет 10 734 005,00 реалов (данные: Бразильский институт географии и статистики).
- Валовой внутренний продукт]] на душу населения на 2003 год составляет 3700,11 реалов (данные: Бразильский институт географии и статистики).
- Индекс развития человеческого потенциала на 2000 год составляет 0,731 (данные: Программа развития ООН).